# 九澳港
九澳港（葡萄牙語：Porto de Ká-Hó），另稱九澳碼頭，是位於澳門路環東北面的深水港，在九澳灣至大擔角之間，港口當中包括油庫碼頭、水泥廠碼頭、九澳貨櫃碼頭及發電廠碼頭，是澳門唯一的深水港。

## 歷史
1553年後葡萄牙人佔據處於淺水港口的澳門，當時合適帆船時代登陸地方。隨著工業革命的發展，船隻的發展愈來愈大更加需要深水港口停泊，加上擁有天然深水港的香港競爭及後中國改革開放後的珠江三角洲的鄰近貨櫃港口發展。眼見澳門航運轉口港的劣勢慢慢開始浮現，有見及始在1969年嘉樂庇總督提出在九澳灣開發深水港。
1987年12月，政府與澳門港口管理有限公司簽署了有關九澳港興建及經營管理承諾，該公司由中、葡、港、澳資本組成，澳門政府佔33%，並於1988年6月10日奠基，1990年6月11日完成首期工程。
在1991年開始投入使用的是貨櫃碼頭，佔地4.5公頃，停泊區總長135米，作業區面積達七千平方米，貨櫃停放處一年可裝卸八萬個貨櫃標準箱。1994年8公頃的燃油碼頭投入使用。第二期的港口擴建工程將填海29公頃，以擴大其吞吐量，預計可滿足到2017年前的需求。

## 設施

### 九澳港燃油碼頭

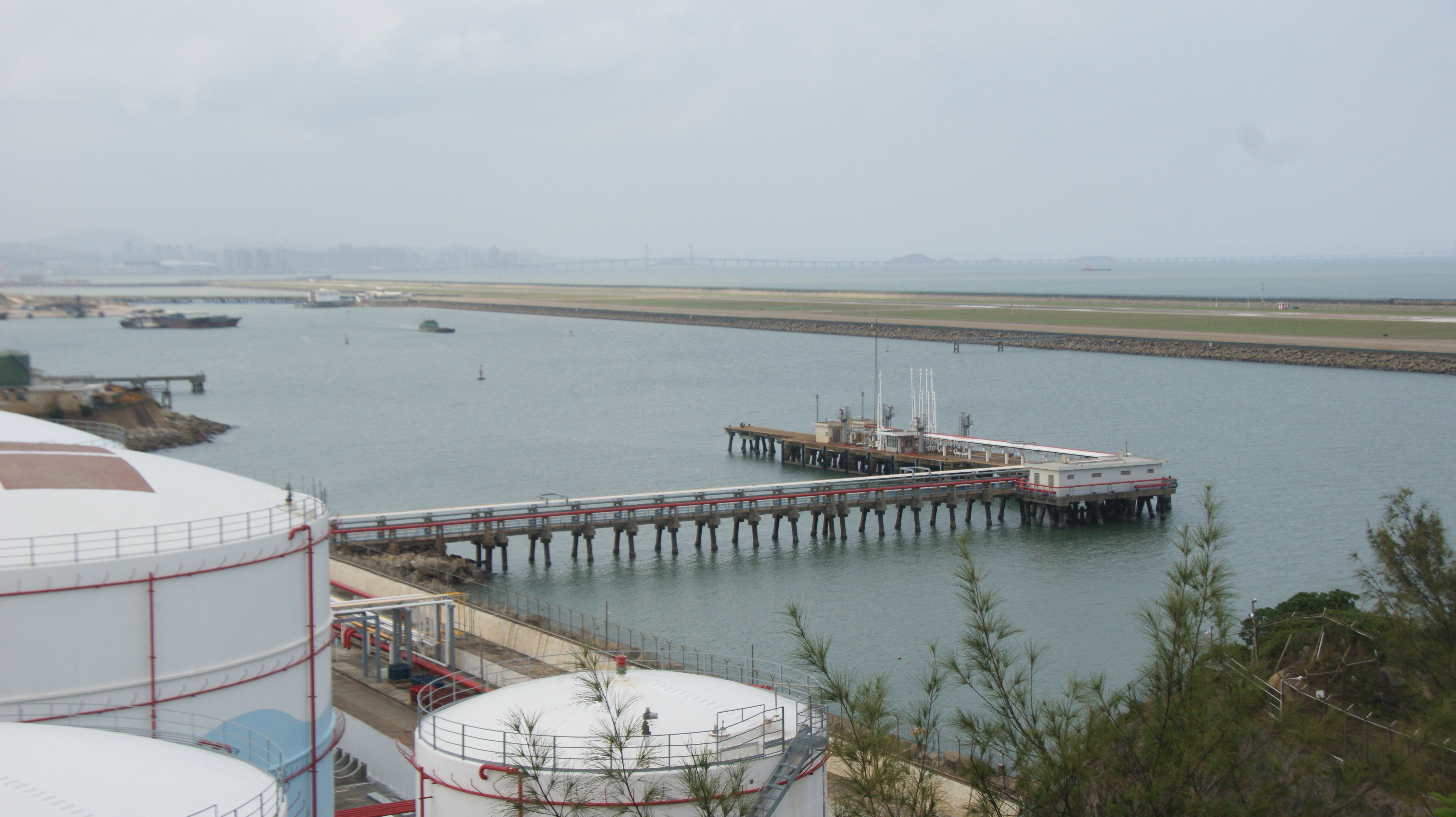
燃油碼頭

油庫在1995年6月開始營業。九澳油庫可容納可容納輸入澳門的多種燃料產品，能同時裝卸兩艘燃料運載船舶。油庫共有14個貯存罐。

### 九澳澳門水泥廠碼頭
佔地面積111,240平方米，並有吞吐量100萬噸的專用碼頭。由澳門水泥廠有限公司負責生產金鯉牌水泥。

### 路環電力公司碼頭

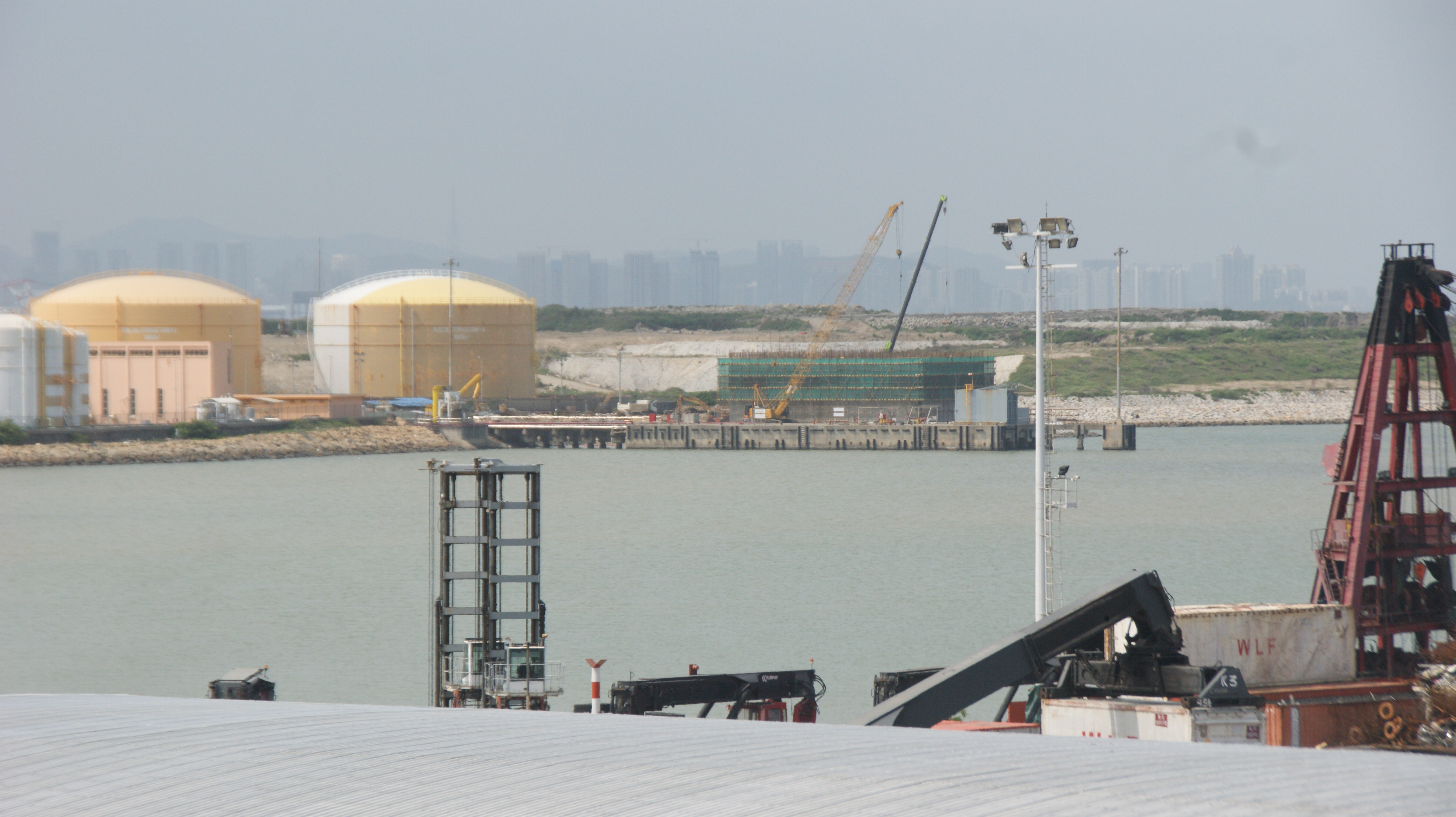
路環電力公司碼頭

又稱路環發電廠B廠，在2002年開始營運，由澳門電力股份有限公司負責。

### 九澳港貨櫃碼頭
在1991年12月正式開始首期營運。現時總面積49,524平方米，作為碼頭、貨場和貨倉的用地。目前碼頭有兩個泊位，長度分別是135米及171.4米，起卸區面積10,428平方米，貨櫃堆場面積23,828平方米，貨物儲存倉庫面積2,850平方米，一年可處理10萬貨櫃標準箱。

## 圖片集

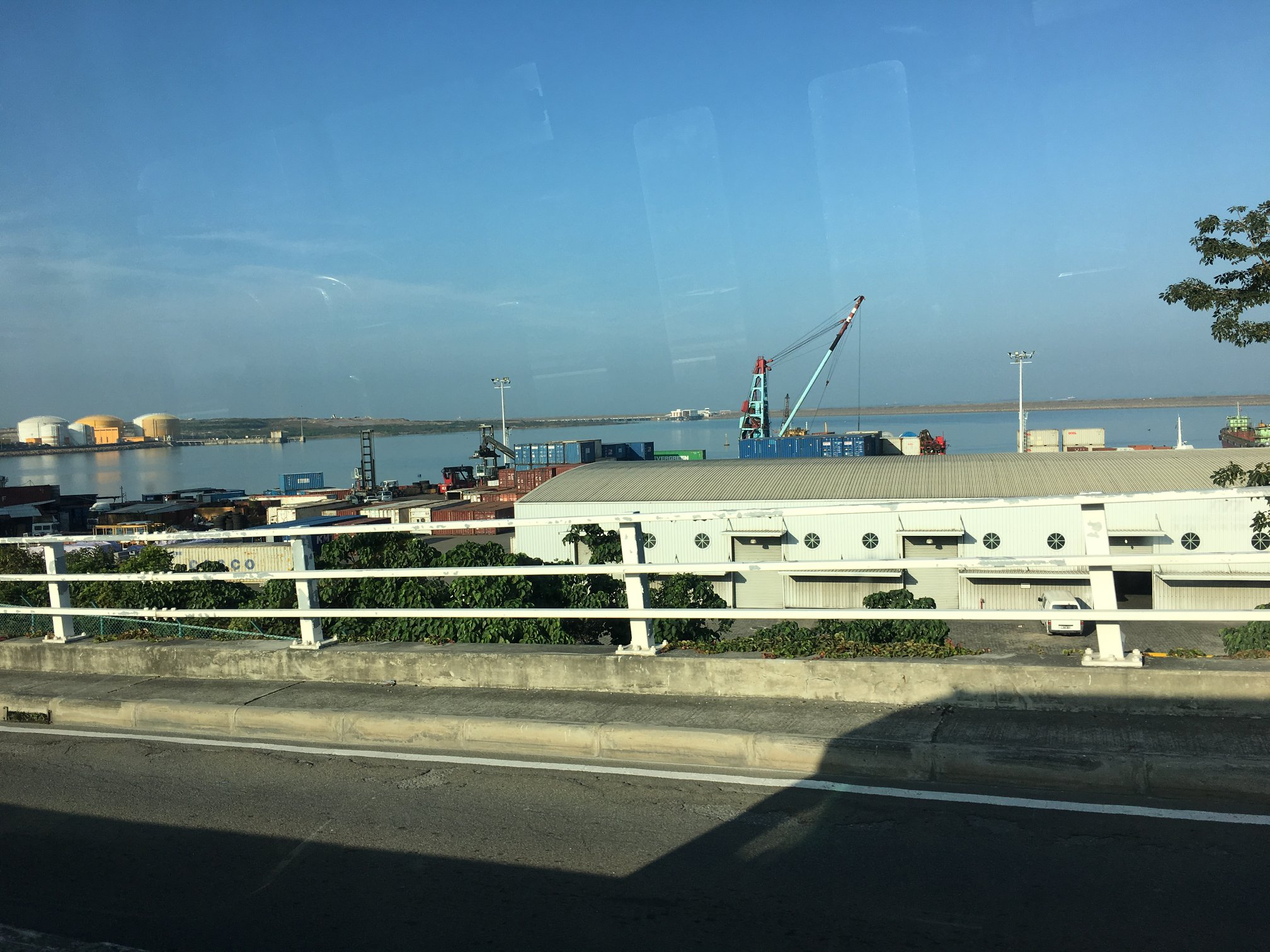
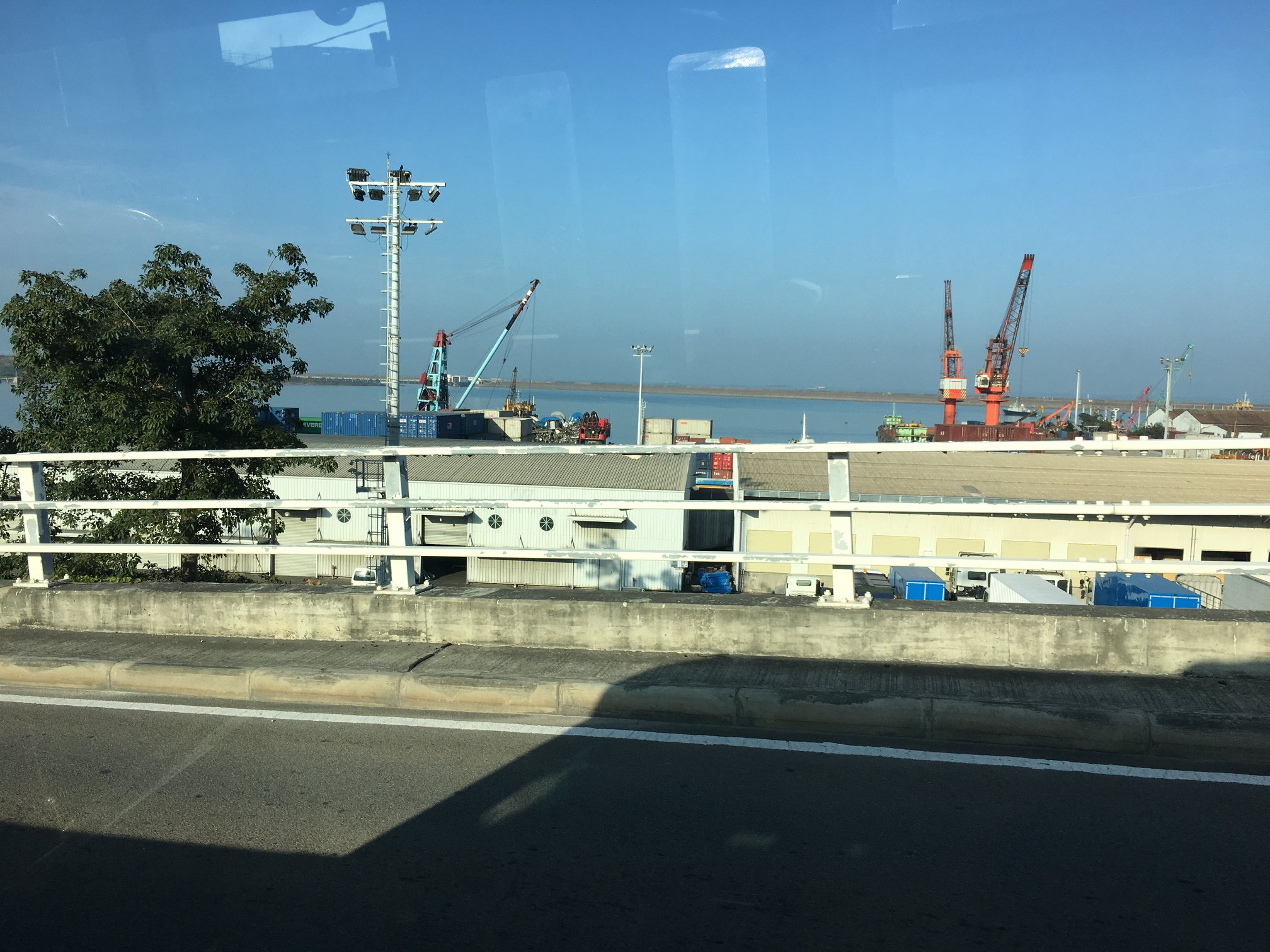